# Pavel Pešta
Pavel Pešta (* 4. Januar 1948 in Prag; † 17. November 2007) war ein tschechischer Jazzmusiker (Bassgitarre, später Kontrabass, Komposition), der seit 1968 in Genf lebte.

## Leben und Wirken
Pešta erhielt schon früh eine Musikausbildung. Als Teenager kaufte er sich eine Bassgitarre und begann, in «Underground»-Rockbands zu spielen, die aus demselben Umfeld wie die Band Plastic People of the Universe stammten. Er wurde zum fünftbesten Bassisten der Tschechoslowakei gewählt und veröffentlichte Aufnahmen mit Komety. Mit der Niederschlagung des «Prager Frühlings» verließ er sein Land und zog nach Genf, wo er bald in lokalen Jazzrock- und später auch in Jazz-Bands tätig wurde.
Zwischen 1970 und 1972 tourte Pešta mit dem Musical «Hair» durch Deutschland. Nach einem Studienaufenthalt am Berklee College of Music in Boston wurde er Mitglied der Jazzband Travelers von Christine Schaller, mit der er das Album Real Life aufnahm, das seine Komposition «Ventura» enthielt. Er wechselte zum Kontrabass.
In diesen Jahren wirkte er als vielseitiger Musiker an verschiedenen Fernsehaufnahmen mit und trat mit dem Rundfunkorchester in Theateraufführungen, Operetten und Revuen auf; er begleitete viele einheimische Musiker wie Roby Seidel, Raymond Court sowie ausländische Künstler wie Robin Kenyatta und Francy Boland. In Paris entstand bei Auftritten mit der Band von Christine Schaller und Paulo Bellinati das Album New Morning Live.
1980 gründete Pešta mit Michel Bastet und Raoul Esmerolde ein Trio, in dem er insbesondere die Musik von Bill Evans sowie eigene Kompositionen spielte. 1986 nahm er im Duo mit Jean-Yves Poupin das Album Géranium auf, auf der mehrere seiner Kompositionen zu hören sind. In verschiedenen Formationen von Paul Thommen interpretierte er Standards.
Pešta war 1988 an der CD L'Etat des Sons von Maurice Magnoni beteiligt, die in «Jazz Hot» eine besondere Erwähnung fand. 1990 kehrte er für ein «Come Back»-Konzert nach Prag zurück, das mehr als 5000 begeisterte Zuhörer hatte und das auf einer CD und in einer Fernsehsendung dokumentiert wurde. Im Oktober 1991 spielte er auf einer Jam-Session mit Wynton Marsalis und seinen Musikern im Prager Reduta Jazz Club.
Pešta war 1992 als Theatermusiker mit dem vom «Théâtre de Carouge» inszenierten Erfolgsstück «Rasputin» in Genf, Frankreich und Russland auf der Bühne. Mit dem Quartett des Saxophonisten Serge Zaugg trat er auf dessen Tournee in 1994 in den Prager Clubs Redouta und Agharta auf. Im Sommer 1995 war er auf Tournee durch Russland mit dem Trio des Saxophonisten Phil Helfer.
1997 veröffentlichte Pešta elf seiner Originalkompositionen auf der CD Some Places mit seinem «Re-Bop Quintet», zu dem damals Zaugg, Trompeter Carlos Baumann und Schlagzeuger Sangoma Everett gehörten. Es folgten die Alben Modality mit den Trios von Pierre Losego bzw. Refuge mit Béa Deslarzes (1998). Er begleitete auch Maxim Saury, Brad Hatfield, Georges Robert, Joël Allouche, Serge Lazarevitch, Ahmad Mansour und Larry Alexander. 2004 arbeitete er zudem mit dem «Jazz Up»-Quartett.
2005 nahm Pešta mit seinem «Re-Bop Quintet» (plus zwei Gastvokalisten) weitere eigene Kompositionen auf der CD Easy Time auf, die wiederum bei Plainisphare erschien. Ein Konzert mit dieser Formation in Prag 2006 zeichnete der tschechische Rundfunk auf (CD bei Multisonic, 2007). Er ist weiterhin auf einem Album des Paolo Radoni Quartet zu hören.
Im Frühsommer 2007 unterzog sich Pešta einer Krebsoperation, gefolgt von einer Chemotherapie. Im Oktober 2007 trat er noch drei Mal in Genf auf.